# Thiệu Mục công
Thiệu Mục công (chữ Hán: 召穆公), hay Thiệu bá Hổ, là quan phụ chính đầu thời nhà Chu trong lịch sử Trung Quốc.

## Can Chu Lệ vương
Thiệu Mục công là dòng dõi Thiệu công Thích, tên thật là Cơ Hổ. Thiệu công Thích vốn được phong ở ấp Thiệu; vì có công diệt nhà Thương nên được Chu Vũ vương phong cho nước Yên, còn chi thứ của Thiệu công Thích vẫn cai trị nước Thiệu cũ.
Cơ Hổ là một trong những khanh sĩ chấp chính phò trợ vua Chu. Đời vua Chu Lệ vương tàn ác, sống xa xỉ, làm nhiều điều bạo ngược khiến lòng dân oán hận. Thiệu Mục công can ngăn Lệ Vương nhưng Lệ vương cũng không nghe. Lệ vương sai người theo dõi các quan lại trong triều xem ai dám bàn tán về việc triều chính thì sẽ bắt và giết chết. Vì vậy các chư hầu chán nản, không còn ai có dư luận gì và cũng bỏ việc đến chầu thiên tử.
Năm 845 TCN, sự cai trị của Lệ vương càng hà khắc khiến người dân trong nước không ai dám nói điều gì, đi ngoài đường chỉ đưa mắt nhìn nhau. Chu Lệ vương lấy làm đắc chí, cho rằng mọi lời phê phán của mọi người đã bị dẹp. Thiệu Mục công lại can rằng:
Đó là dân chúng gắng gượng nín nhịn thôi. Đề phòng miệng dân còn hơn cả đề phòng nạn nước đấy. Nước đầy thì vỡ, người thương tật ắt nhiều, dân cũng như vậy, cho nên người trị thủy phải biết khơi thông dòng nước, người cai trị vì dân phải biết mở đường cho dân bàn… Chỉ có nghe lời bàn bạc thì mới phản ánh được sự tốt xấu của chính sự… Phàm nhân dân lo trong lòng rồi mới nói ra thì nên nghe và cân nhắc ý kiến chín chắn mà làm theo. Nếu chặn họng trăm họ thì còn mấy kẻ theo và ủng hộ nhà vua nữa?
Nhưng Chu Lệ Vương vẫn không nghe theo, tiếp tục chính sách bạo ngược và đàn áp dân chúng.

## Cứu thái tử Tĩnh
Năm 841 TCN, nhân dân không chịu nổi sự tàn bạo của Lệ vương nên đã nổi dậy chống lại triều đình, lật đổ Lệ Vương. Lệ Vương phải bỏ chạy đến đất Di.
Thái tử Cơ Tĩnh bị quân khởi nghĩa truy tìm. Trong cơn nguy cấp, Cơ Tĩnh trốn vào nhà Thiệu Mục công. Quân khởi nghĩa nghe tin bèn đến vây nhà Thiệu công đòi nộp thái tử. Thiệu Mục công nói với những người xung quanh:
Trước đây ta can nhiều lần nhưng nhà vua không nghe nên mới gặp nạn này. Nay nếu giết thái tử thì nhà vua sẽ cho ta là vì oán hận mà trả thù. Phàm kẻ thờ vua dù gặp hiểm nguy cũng không thù oán, dù có oán cũng không phẫn nộ, huống chi là thờ nhà vua.
Thiệu Mục công bèn mang con trai mình ra thế mạng cho Cơ Tĩnh. Quân khởi nghĩa không biết mặt thái tử, cho rằng người nộp mạng là thái tử, bèn giết chết con Thiệu công. Cơ Tĩnh nhờ vậy được thoát nạn.

## Chấp chính thời Cộng Hòa
Trong hoàn cảnh triều đình không có vua, Thiệu Mục công Cơ Hổ cùng một đại thần khác là Chu Định công (周定公) và cùng nhau đứng ra quản lý việc triều chính. Việc chính sự không phải độc quyền của một người như trước, cho nên gọi là Cộng Hòa. Sử sách thường gọi thời kỳ này là Chu Thiệu cộng hòa. Chính thể Cộng Hòa chỉ thực thi trong lãnh thổ do nhà Chu trực tiếp quản lý. Các nước chư hầu không bị sự kiện này tác động, vẫn duy trì chế độ quân chủ cha truyền con nối như trước. Thái tử Cơ Tĩnh được che chở và trưởng thành trong nhà Thiệu Mục công.
Thời kỳ Cộng Hòa cũng là mốc thời gian đánh dấu việc các niên đại vua chúa và sự kiện của lịch sử Trung Quốc được xác định số năm một cách chính xác, không phải ước lệ như các đời trước. Từ thời điểm này, các sự kiện lịch sử được Sử ký biên theo số năm cụ thể.
Năm 828 TCN, Chu Lệ vương qua đời tại đất Di. Thái tử Cơ Tĩnh được lập lên nối ngôi, tức là Chu Tuyên vương. Thiệu Mục công và Chu Định công và trao lại quyền trị nước cho người nối dõi nhà Chu. Chính thể Cộng Hòa gồm hai người song song điều hành tồn tại từ năm 841 TCN đến năm 828 TCN, tất cả 14 năm.
Trong những năm đầu Chu Tuyên vương cầm quyền, Thiệu Mục công và Chu Định công tiếp tục hỗ trợ đắc lực để củng cố, chấn hưng cơ nghiệp nhà Chu. Tình hình ổn định trở lại, chư hầu lại đến triều kiến nhà Chu.
Sau này không rõ Thiệu Mục công mất vào năm nào.

## Hậu thế địa vị
Vào thời Minh và Thanh có miếu thờ các danh thần tổng cổng 32 vị,"Thiệu Mục công" cũng có trong đó.
Thung tự danh thần: Phong Hậu, Lực Mục, Cao Đào, Quỳ, Long, Bá Di, Bá Ích, Y Doãn, Phó Thuyết, Chu công Đán, Thiệu công Thích, Thái công Vọng, Thiệu Mục công, Phương Thúc, Trương Lương, Tiêu Hà, Tào Tam, Trần Bình, Chu Bột, Đặng Vũ, Phùng Dị, Gia Cát Lượng, Phòng Huyền Linh, Đỗ Như Hối, Lý Tĩnh, Quách Tử Nghi, Lý Thạnh, Tào Bân, Phan Mỹ, Hàn Thế Trung, Nhạc Phi, Trương Tuấn.